# Appenweier
Appenweier är en kommun och ort i Ortenaukreis i regionen Südlicher Oberrhein i Regierungsbezirk Freiburg i förbundslandet Baden-Württemberg i Tyskland.  Appenweier har cirka 10 000 invånare.

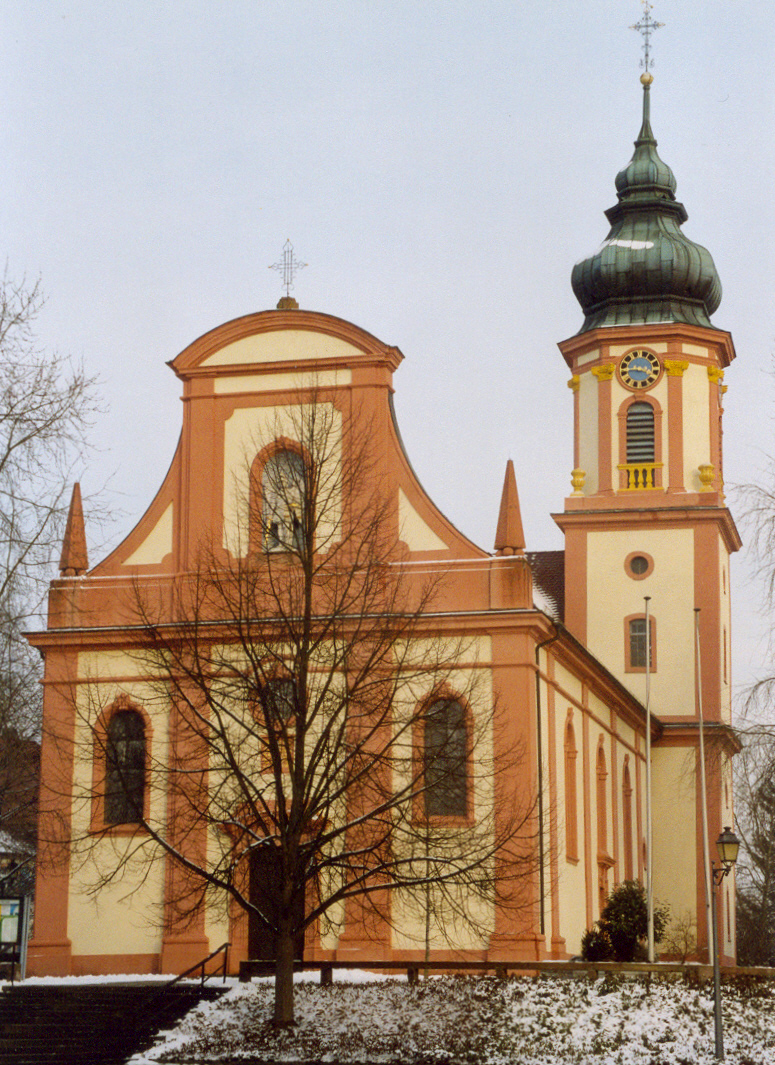
Kyrkan St. Michael.

De tidigare kommunerna Nesselried mit Kohlstatt och Illental uppgick i Appenweier 31 december 1971 följt av Urloffen och Zimmern 1 januari 1975.
En av Appenweiers sevärdheter är 1700-talskyrkan St. Michael.